# Tombe du jugement
La tombe du jugement (en grec moderne : τάφος της Κρίσεως), également désignée sous le nom de grande tombe de Lefkádia, est un tombeau macédonien de l'époque hellénistique situé à Lefkádia (ancienne Miéza), près de Náoussa, en Grèce. 
Réputé pour son imposante façade peinte, le monument a probablement été construit à la fin du IVe siècle av. J.-C. ou au début du IIIe siècle av. J.-C.. Il est distant de la tombe des palmettes d'environ 230 m et de la tombe de Lyson et Calliclès d'environ 760 m. 
Le nom usuel de la tombe provient de la scène peinte sur la façade qui représente, sujet particulièrement rare dans l'art de la Grèce antique, le jugement post mortem du défunt,. 

## Description
Le tombeau est composé d'une façade aux dimensions exceptionnelles et de deux chambres voûtées (une antichambre et une chambre funéraire). La structure était recouverte d'un tumulus de terre d'environ 10 m de diamètre et 1,5 m de haut,. 

### Façade
La façade à deux niveaux mesure 8,55 m de haut et 8,68 m de large. Au sommet existait autrefois un fronton triangulaire mais celui-ci a presque entièrement disparu de nos jours. 
L'étage supérieur de la tombe contient six colonnes ioniques engagées in antis de 1,46 m de haut qui alternent avec de fausses fenêtres. En dessous, une frise ionique en relief décrit une bataille entre cavaliers et fantassins Grecs et Perses. Les personnages sont en mortier de chaux, leur armure et leurs vêtements peints sur un fond bleu foncé. Au niveau inférieur, une corniche aux motifs floraux et volutes surmonte un entablement composé de douze triglyphes bleu foncé et onze métopes figurant le combat des Lapithes contre les Centaures. Cette frise dorique est notable par l'alternance de triglyphes colorés en relief et de métopes peints en trompe-l’œil sur une surface plane donnant l'illusion du volume grâce au clair-obscur,,. La partie la plus basse de la façade se compose de quatre colonnes doriques engagées in antis, la porte de l'antichambre se trouvant dans l'entrecolonnement central,,. 

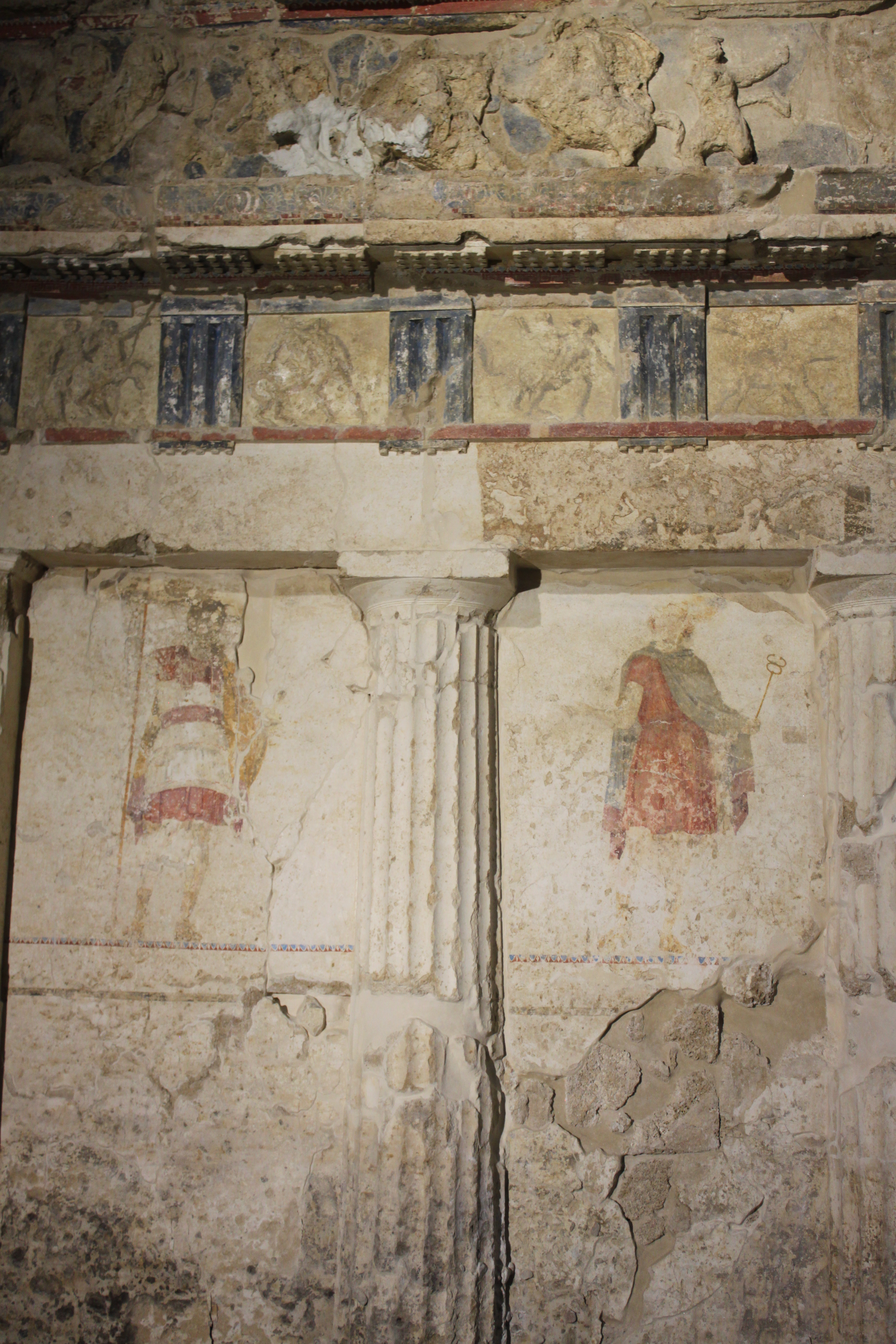
Partie gauche de la façade, représentant le guerrier défunt (à gauche) et Hermès (à droite).

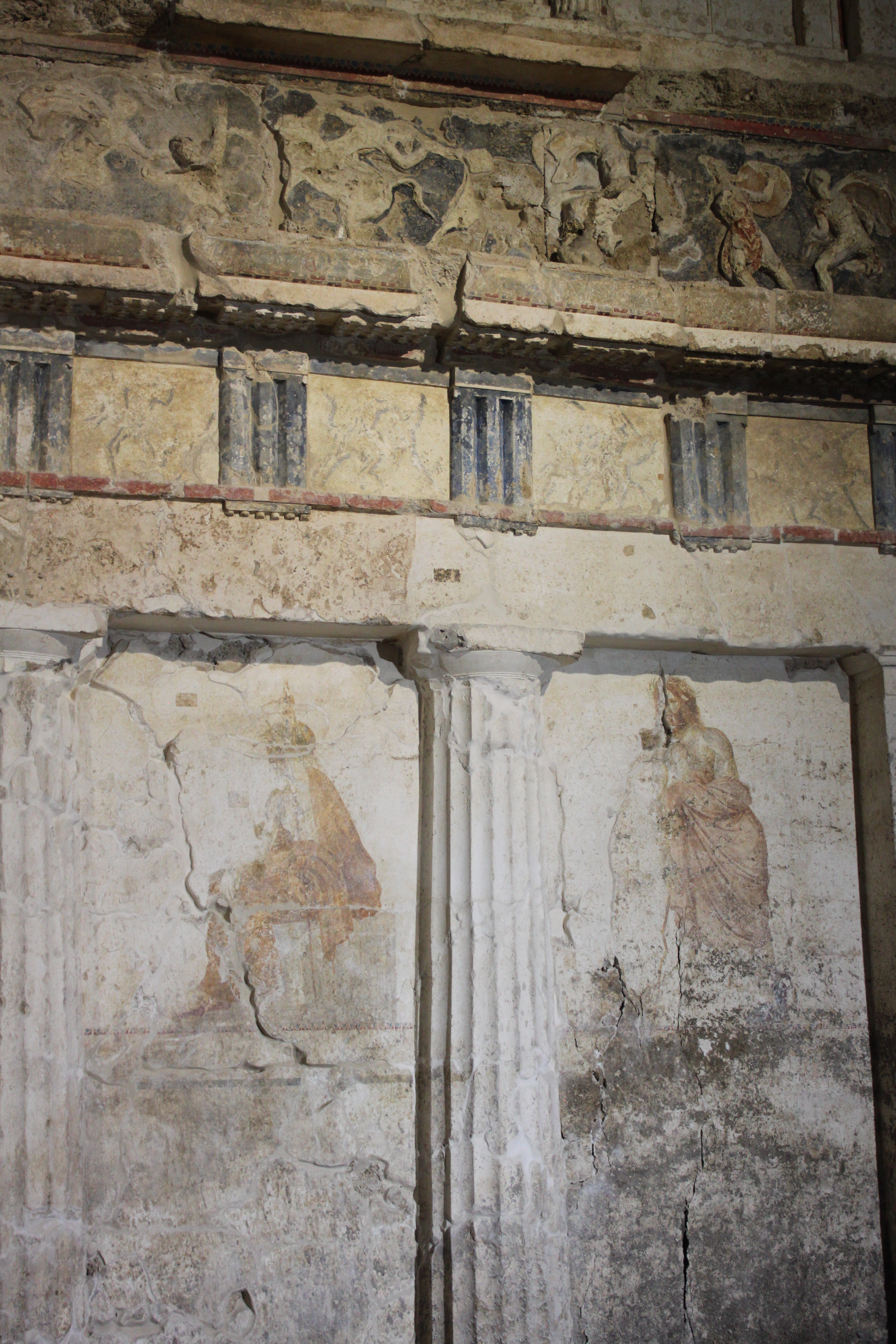
Partie droite de la façade, représentant Éaque (à gauche) et Rhadamanthe (à droite).

Quatre peintures couvrent la moitié inférieure de la façade, dans la partie supérieure des espaces entre les colonnes doriques. Dans l'espace extérieur gauche, un guerrier est représenté de face, regardant légèrement vers la droite. Sa main gauche repose sur la gaine de son épée tandis que sa main droite tient une pointe de lance vers le bas. Il porte un chiton rouge avec une cuirasse blanche sur le dessus, une chlamyde jaune sur l'épaule droite et de hautes bottes jaunes. Dans l'espace intérieur gauche, Hermès psychopompe conduit le défunt. Il est ainsi représenté de face, se déplaçant vers la droite, la tête coiffée du pétase et tournée vers la gauche. Son bras droit est tendu comme s'il faisait signe au guerrier et sa main gauche tient le caducée. Il est vêtu d'un chiton rouge et d'une chlamyde bleue avec des bords violets. 
Dans les espaces à droite de la porte se trouvent Éaque et Rhadamanthe, deux des trois juges des morts, chacun identifié par une inscription au-dessus d'eux. Éaque est représenté de profil, assis sur une chaise cubique et regardant vers la gauche. Sa main gauche est levée au-dessus de sa tête et tient un long bâton, tandis que sa main droite repose sur sa cuisse. Il porte un himation marron qui couvre tout son corps à l'exception d'une épaule et de la partie supérieure de sa poitrine. Un ruban et une couronne ornent ses cheveux. Rhadamanthe, dans l'entrecolonnement externe droit, est également représenté comme un vieil homme, avec une barbe sauvage et une couronne. En revanche, il est représenté debout, en vue de trois quarts, s'appuyant sur son bâton,.

### Intérieur
A l'image de la façade, l'antichambre est exceptionnellement grande : 7,7 m de haut, 6,5 m de large et 2,12 m de long. Dépourvue de peintures et gravement endommagée dans l'Antiquité, elle n'a pas été entièrement fouillée. Deux boucliers en relief sont cependant visibles de part et d'autre de la porte qui communique avec la chambre funéraire. 
La chambre funéraire, aux murs recouverts de stuc, est de dimensions plus réduites (5,26 m de haut, 4,8 m de large et 4,72 m de long). Un podium doté d'une corniche longe la base du mur, supportant des pilastres de stuc en bas-relief qui soutiennent eux-mêmes une architrave surmontée d'une corniche. Le mur entre les pilastres est peint en rouge et les éléments architecturaux en stuc sont décorés de rosettes peintes. La conception rappelle la peinture murale dans des maisons de la même période qui ont été fouillées à Pella et à Délos. Les objets funéraires comprenaient un canapé en bois avec des éléments en ivoire, notamment une petite sculpture de femme trouvée dans l'antichambre. 

## Les fouilles
Le tombeau a été découvert lors de la construction d'une route en 1954 et fouillé par Fótis Pétsas (el) de 1954 à 1964. À partir de 1998, il a été fouillé à nouveau, restauré par Liána Stefaní et protégé des éléments météorologiques par une structure moderne. Les artefacts découverts dans la tombe sont conservés au musée archéologique de Véria.